# 匹茲堡市區重建局
匹茲堡市區重建局（英語：The Urban Redevelopment Authority of Pittsburgh）是美國匹茲堡的經濟發展機構。該機構旨在創造就業機會、擴展城市稅基和改善商業和社區的活力。該局透過組合和準備主要混合發展來達到此目標。此外，該局用財政支持商業定位、再定位和擴張，以及房屋建造、活化、購買和改進。

## 外部連結
- 匹茲堡市區重建局網站 （页面存档备份，存于）